# Olivier Perreau
Olivier Perreau (né le 23 juin 1986 à Saulieu) est un cavalier français de saut d'obstacles.
Il est sélectionné comme réserviste de l'équipe de France de saut d'obstacles aux Jeux olympiques d'été de 2024 à Paris, puis titularisé à la suite de l'abandon de Kevin Staut.
Il est médaille de bronze de saut d'obstacles par équipes.

## Biographie
Il naît le 23 juin 1986 à Saulieu, et connaît dès l'âge de deux ans les installations équestres de sa famille, à Vougy. Il est cavalier sur poney jusqu'à ses dix ans, puis passe au cheval.
Il développe en parallèle une activité d'éleveur et d'entraîneur de jeunes chevaux jusqu'au niveau 3 étoiles, sous l'affixe « d'Aiguilly ». Ses écuries sont situées au bord de la Loire,.
Il rate de peu une sélection pour les Jeux olympiques d'été de 2020, à Tokyo. Il reste peu connu au début de l'année 2023, et n'est alors absolument pas pressenti pour une participation aux Jeux Olympiques d'été de 2024 à Paris. Il connaît ensuite une ascension fulgurante, et se fait connaître au plus haut niveau grâce à ses très bons résultats au championnat d'Europe de saut d'obstacles de 2023 à Milan, en Italie, où il est l'un des deux Français qualifiés en finale après trois parcours sans faute, grâce à sa monture Dorai d'Aiguilly. Cette victoire « aiguise ses appétits » pour une sélection aux Jeux olympiques d'été de 2024, à Paris.
Il est soutenu sportivement par Sylvie Robert, la présidente de GL Events Equestrian Sports.

### Jeux olympiques de Paris 2024
Il est finalement sélectionné comme réserviste à cette édition des Jeux olympiques.
Après le forfait de Kevin Staut, il est titularisé en équipe de France de saut d'obstacles. Le premier passage des qualifications par équipes, celui de Simon Delestre et I Amelusina R 51, lui met la pression avec deux barres tombées donc 8 points de faute Il est le second français à s'élancer sur le parcours des qualifications par équipes, et réalise ce premier parcours avec quatre points avec Dorai d'Aiguilly, déclarant que la responsabilité de cette faute lui incombe car il est arrivé un peu trop près des barres de spa,. L'équipe de France est qualifiée en finale par équipes.
Il contribue ensuite largement à la médaille de bronze remportée par la France par équipes, en bouclant un parcours sans fautes.

## Palmarès
- 2005 :  Champion de France Jeunes Cavaliers[1],[2] ;
- 2019 : vainqueur du Grand Prix du CSI4* de Gorla Minora, avec Venizia d'Aiguilly[1] ;
- 2021 : vainqueur au CSI5µ de Valence, avec Venizia d'Aiguilly[1] ;
- février 2022 : 2e du Grand Prix 4* de Vejer de la Frontera, avec Venizia d'Aiguilly[1] ;
- avril 2022 : 2e du Grand Prix 4* de Fontainebleau, avec Venizia d'Aiguilly[1] ;
- 2023 : 8e en individuel aux championnats d'Europe de saut d'obstacles, à Milan[3]
- 2024 :  Médaille de bronze au saut d'obstacles par équipes aux Jeux olympiques d'été de 2024 à Versailles

## Chevaux
Une jument issue de son élevage, Venizia d'Aiguilly, lui a permis d'atteindre le haut niveau des compétitions de saut d'obstacles en 2021 et 2022. Une autre jument de son élevage, Dorai d'Aiguilly, a atteint le plus haut niveau de compétition à 1,60 m fin 2022.

## Distinctions
- Chevalier de l'ordre national du Mérite (2024)[12].